# 24646 Stober
24646 Stober è un asteroide della fascia principale. Scoperto nel 1985, presenta un'orbita caratterizzata da un semiasse maggiore pari a 2,5619103 UA e da un'eccentricità di 0,1782903, inclinata di 7,73585° rispetto all'eclittica.